# Ex convento e chiesa del Santissimo Salvatore (Lucera)
L'ex convento del Santissimo Salvatore (dai lucerini chiamato erroneamente anche di San Pasquale) è un edificio ubicato a Lucera, in piazza Beato Giovanni Vici da Stroncone, all'interno della Villa comunale sul Colle Belvedere, su un'area che in epoca romana ospitava un santuario pagano. È l'attuale "Centro culturale polivalente di Lucera", sede della Biblioteca comunale "Ruggiero Bonghi", con annessa Pinacoteca e sede del polo museale dei mosaici paleocristiani di San Giusto.

## Storia
L'area di Colle Belvedere, in epoca romana, ospitava un santuario pagano, forse il famoso tempio dedicato ad Atena Iliaca, la romana Minerva, di straboniana memoria, la cui ricca "stipe votiva" (intercettata occasionalmente già nel corso dell'800, e poi nel 1913 e nel 1928), fu oggetto di scavo nel 1934 e 1935 sotto la direzione dell'allora Soprintendente Renato Bartoccini, restituendo una ricca varietà di reperti, specie ex voto anatomici, in buona parte esposti presso il Museo di archeologia urbana "G. Fiorelli" di Lucera.
Sul margine settentrionale del colle, nel 1407 c., fra Giovanni Vici da Stroncone, appartenente all'ordine dei Frati minori osservanti, fondò la chiesa e il convento dedicandoli al Santissimo Salvatore. I lavori, secondo quanto avrebbe predetto il Vici, continuarono con il suo successore, fra Tommaso Bellacci da Firenze, grazie al lascito di un ricco signore di Napoli, già castellano di Lucera; ma, dopo soli pochi anni, il vicario provinciale p. Giacomo da Sessa Aurunca ne decise improvvidamente la chiusura. Solo nel 1441, fra Giovanni da Capestrano, ne ordinerà la riapertura.
Gli Osservanti rimasero in possesso del convento fino al 1625, quando i frati Riformati lo occuparono di soppiatto scacciandoli e costringendoli a ritirarsi presso il convento di S. Maria della Pietà. 
I Riformati fecero del convento un centro studi di teologia, con annessa biblioteca, ritenuta tra le migliori della Capitanata.
Col decreto di soppressione del 7 agosto 1809, reso esecutivo nel 1811, il convento venne chiuso, e la biblioteca (con ben 28 cinquecentine) fu incamerata dal Real Collegio di Lucera. Riaperto nel 1816, fu chiuso nuovamente nel 1866, con il decreto luogotenenziale del 7 luglio. Ma, siccome i frati godevano la stima del popolo lucerino, per la loro carità ed operosità, il sindaco del tempo, Gaetano De Troia, decise di consentire ad alcuni di essi di restare nel convento per officiare e custodire la chiesa, nonostante le proteste del prefetto di Foggia che, alla fine, dovette accettare la situazione.
Con la morte dell'ultimo ex religioso e rettore della chiesa, nel 1887, il convento rimase inutilizzato per molti anni. Solo verso la fine del XIX secolo il Municipio decise di adibirlo a lazzaretto, e consentì anche il ritorno dei religiosi. Infatti, nel 1899, la provincia monastica dei frati minori vi stabilì una piccola comunità, e nel 1911 fu anche sede del Ministro provinciale. Nel 1913 i frati proposero al Municipio di cedere loro una parte del convento da loro abitato, dietro il corrispettivo di un fitto o un censo per 29 anni; in caso contrario la provincia monastica avrebbe ritirato i frati. Non solo la proposta non fu accolta, ma, nel 1916 il Municipio collocò nel chiostro i cavalli stalloni, costringendo i superiori a rimuovere i frati. In seguito la struttura ospitò soldati, famiglie di sfrattati e sfollati, per poi cadere nel più totale abbandono. La chiesa, invece, fu tenuta in buono stato grazie all'interessamento dei vescovi diocesani che, per garantirne l'apertura ai fedeli, la affidarono di volta in volta sia a sacerdoti secolari che a religiosi francescani.
Dopo un lungo restauro ultra decennale, l'ex convento fu restituito alla città, e dal 2015 è la sede della Biblioteca comunale "Ruggero Bonghi", con annessa Pinacoteca, sala conferenze e cavedio coperto per mostre temporanee.

## Struttura

### Convento
L'edificio presenta un chiostro centrale, un piano terra, con refettorio affrescato, e un primo piano. Gli ambienti interni sono di varie dimensioni e presentano rimaneggiamenti di varie epoche. 
Il chiostro, delimitato da arcate a tutto sesto, conserva affreschi relativi al ciclo francescano.
Oggi le sue sale sono adibite a Biblioteca comunale e Pinacoteca.

### Chiesa
La chiesa del Santissimo Salvatore è ubicata alla sinistra del convento.
La facciata presenta un unico portale.
L'interno è a due navate con la presenza di vari altari, che conservano le statue di san Pasquale Baylon, sant'Antonio di Padova e la Vergine Addolorata.
Due pale d'altare appartenenti a questa chiesa sono oggi conversate nel Museo diocesano di Lucera, e sostituite in chiesa da copie:
- Deposizione di Francesco da Torremaggiore del 1515;
- Madonna delle Grazie di Carlo Tolentino (detto il Tartaglia) del 1565.

Nella chiesa sono sepolti vari frati venerati da secoli col titolo di "beati", fra cui il fondatore, il beato Giovanni Vici da Stroncone.

#### Feste religiose
Due le ricorrenze festeggiate nella chiesa del Santissimo Salvatore: 
- San Pasquale Baylon, protettore di Lucera, il 17 maggio;
- Sant'Antonio di Padova, il 13 giugno.

### Orto
Da un'arcata in muratura, che si apre sull'attuale piazza Beato Giovanni Vici da Stroncone, si accede all'antico orto del convento.
In tale area, dal dicembre 2018 sono visibili, all'interno di una struttura coperta, i mosaici paleocristiani di San Giusto.

## Biblioteca comunale "Ruggiero Bonghi"
La Biblioteca comunale fu fondata nel marzo 1817, per volontà del marchese Gaetano De Nicastri, il quale donò la sua libreria costituendo il primo nucleo composto da circa 5.000 volumi. Con Sovrano Rescritto del 28 marzo 1823 Ferdinando II le assegnò dei fondi onde favorirne lo sviluppo. Allocata nei locali del soppresso convento di San Francesco, fu solennemente inaugurata il 30 maggio 1831. In seguito, il fondo De Nicastri fu accresciuto coi libri del marchese Scassa, con quelli delle biblioteche dei conventi soppressi e con le donazioni delle famiglie Lombardi, Bonghi, Iliceto, Nocelli, Bozzini, Prignano, Persico, Di Giovine, Tommasone e dei figli di Antonio Salandra. 
Nel 1904 viene trasferita al piano terra di palazzo Mozzagrugno (sec. XIX), sede del Comune di Lucera, e intitolata a Ruggiero Bonghi, figlio di Luigi, illustre giurista lucerino.
Storico bibliotecario fu Giambattista Gifuni, nonno dell'attore Fabrizio Gifuni.
Tra il 2011 e il 2012, presso l'ex convento del SS. Salvatore, è stato trasferito il fondo librario antico, e nel 2015 quello moderno. La Biblioteca conta circa 100.000 volumi. Tra le varie sale, degne di nota la sala delle Cinquecentine, e quelle con le collezioni librarie del Dr. Francesco Lastaria e dello statista Antonio Salandra. 
Dotata d'archivio, sala lettura, sala ragazzi, sala conferenze e cavedio per mostre temporanee, ospita anche la Pinacoteca comunale.

### Sala delle Cinquecentine
L'attuale "Sala delle Cinquecentine" è l'antico refettorio del convento. Presenta affreschi relativi alla Passione di Cristo e ai santi francescani.
Il fondo antico conta i più antichi volumi della biblioteca, gli incunaboli: una trentina di opere edite tra il 1472 e il 1500, tra cui un magnifico esemplare del primo volume della Bibbia volgarizzata di Nicolò Malermi (Venezia, 1477), e due rare edizioni veneziane di opere del Boccaccio: “Genealogiae deorum libri XV"(1472) e il “De montibus, silvis, fontibus, lacubus ecc.”(1473/74).
Arricchiscono il fondo: 856 Cinquecentine (tra cui 53 edizioni Giuntine e 22 Aldine); 422 mss. di cui 271 codici (tra cui diversi sulla storia di Lucera del canonico Carlo Corrado, del XVII-XVIII secolo); gli Elementi di Storia Lucerina (in 10 cartelle); i registri delle "Deliberazioni Decurionali" (il più antico risale al 1498); i volumi relativi alla ripartizione del Terraggio; il "Liber Privilegiorum" o "Libro Rosso", che raccoglie le copie autentiche di ben 70 privilegi regi concessi alla città (1301-1547); 150 pergamene (1232-1496), molte delle quali trascritte e pubblicate dal paleografo prof. Armando Petrucci.
Ricca è anche la sezione dell'emeroteca, dotata di oltre 120 testate di giornali locali, tra cui il più antico "Il Diomede", stampato dalla tipografia Scepi nel 1864, e molte riviste rare di pregio.

### Pinacoteca comunale
La Pinacoteca comunale, allestita nel 1990 in alcune sale del Museo di archeologia urbana Giuseppe Fiorelli di Lucera, è dal 2015 visitabile al primo piano dell'ex convento del SS. Salvatore.
Si articola in tre sale espositive. In quella maggiore sono conservate le opere degli artisti locali: Giuseppe Ar, Emanuele Cavalli e Umberto Onorato.
Nelle altre due sale vi sono opere relative alla Scuola di Posillipo, con tele di Antonio Pitloo, Giacinto Gigante, Filippo Palizzi e altri artisti, nonché sculture di Vincenzo Gemito.

## Mosaici di San Giusto
A metà anni '90, durante i lavori di costruzione della diga in località Borgo San Giusto, sono stati rinvenuti dei pavimenti musivi. Gli scavi, eseguiti dall'archeologo Giuliano Volpe, Rettore dell'Università di Foggia dal 2008 al 2013, hanno rilevato un sito archeologico di età paleocristiana (V secolo), di notevolissimo interesse: una doppia chiesa con battistero. Restaurati, i mosaici appartenenti alla Chiesa A sono stati conservati per anni in attesa di una collocazione definitiva.
Dopo vent'anni dal ritrovamento, i 500 metri quadri di mosaici hanno trovato una collocazione ottimale in una struttura realizzata dall'architetto Stefano Serpenti, con un finanziamento di 1.252.527 euro dalla Regione Puglia, all'interno dell'orto dell'ex convento del SS. Salvatore, resi fruibili dal 15 dicembre 2018.